# Chatham (Kent)
Chatham Anglia Kent megyéjében található város. a Medway folyó torkolatánál helyezkedik el.

## A város
A Chathami Hajógyárat a 19. században épült erődítmények védték. A hajógyár 1984-ben bezárt, de a nagyobb haditengerészeti épületeket a virágzó turizmusra fókuszálva újjáépítették. Egy része kereskedelmi kikötő lett, más részeit polgári célokra fejlesztették, egy harmadik része pedig a Chathami Történelmi Hajógyár múzeum, ahol sok más attrakció közt a HMS Ocelot tengeralattjárót is kiállították.
Chathamnek még mindig vannak haditengerészeti kötődései, továbbá több laktanya is van itt. A Brompton Laktanya a Királyi Hadmérnöki Hadtest székhelye.
Fontos közúti csomópont. Vasúti és autóbusz-pályaudvara is forgalmas. Medway unitárius hatóság adminisztratív központja és jelentős bevásárlóközpont.

## Fordítás
- Ez a szócikk részben vagy egészben  a   Chatham, Kent című angol Wikipédia-szócikk fordításán alapul.  Az eredeti cikk szerkesztőit annak laptörténete sorolja fel. Ez a jelzés csupán a megfogalmazás eredetét és a szerzői jogokat jelzi, nem szolgál a cikkben szereplő információk forrásmegjelöléseként.